# Мелдерешть (Мечука, Вилча)
Мелдерешть, Мелдерешті (рум. Măldărești) — село у повіті Вилча в Румунії. Входить до складу комуни Мечука.
Село розташоване на відстані 167 км на захід від Бухареста, 46 км на південний захід від Римніку-Вилчі, 52 км на північ від Крайови.

## Населення
За даними перепису населення 2002 року у селі проживали 70 осіб, усі — румуни. Усі жителі села рідною мовою назвали румунську.